# Annette Hanshaw
Catherine Annette Hanshaw (18 de octubre de 1901 – 13 de marzo de 1985) fue una cantante de la era del Jazz estadounidense. Fue una de las estrellas de radio más populas a finales de la década de 1920 y principios de los años 30, y muchas de sus actuaciones más destacadas tuvieron lugar en el programa Maxwell House Show Boat de la NBC. En 1934, se habían vendido más de cuatro millones de sus discos tras el pico de su popularidad.
En los diez años que duró su carrera discográfica, grabó unas 250 canciones. En una encuesta realizada en 1934 por la revista Radio Stars, recibió el título de mejor cantante popular femenina (Bing Crosby fue elegido mejor cantante popular masculino). El segundo puesto fue para Ethel Shutta, el tercero para Ruth Etting y el cuarto para Kate Smith.

## Biografía
Hanshaw nació en Manhattan el 18 de octubre de 1901, de Frank Wayne Hanshaw y Mary Gertrude McCoy. Tenía dos hermanos, George y Frank.
Su tía y su tío, Nellie McCoy y Bob "Uke" Hanshaw, eran intérpretes de vodevil. Cantaba para los huéspedes de los hoteles propiedad de su padre y hacía demostraciones de partituras en la tienda de música de su familia, The Melody Shop, en Mount Kisco, condado de Westchester, Nueva York. Hanshaw aspiraba a ser retratista y estudió un año en la National School of Design. Su carrera musical profesional comenzó cuando le pagaban por cantar para fiestas de sociedad y cumpleaños.
Antes de su carrera discográfica, Hanshaw cantaba en emisoras de radio locales mientras visitaba Florida con su familia. Primero grabó una maqueta para Pathé con un popurrí de canciones populares. Sus primeras grabaciones comerciales, "Black Bottom" y "Six Feet of Papa", se realizaron el 12 y el 18 de septiembre de 1926. Grabó para Pathé hasta 1928; Pathé publicó sus discos en los sellos Pathé y Perfect.[cita requerida]
A partir de junio de 1928, Hanshaw grabó para Columbia Records; la mayoría de estas grabaciones se publicaron en los sellos económicos de Columbia Harmony, Diva, Clarion y Velvet Tone. Un puñado también se publicaron en los sellos Columbia y OKeh. Aunque la mayoría se publicaron con el nombre de Hanshaw, utilizó el seudónimo Gay Ellis para los números sentimentales, y Dot Dare o Patsy Young para sus imitaciones de Helen Kane. Hanshaw grabó bajo otros seudónimos, como Ethel Bingham, Marion Lee, Janet Shaw y Lelia Sandford.
En agosto de 1932, Hanshaw comenzó a grabar para ARC; sus grabaciones se publicaron en los sellos Melotone, Perfect, Conqueror, Oriole y Romeo. Su última sesión, el 3 de febrero de 1934, se publicó en el sello Vocalion de ARC.

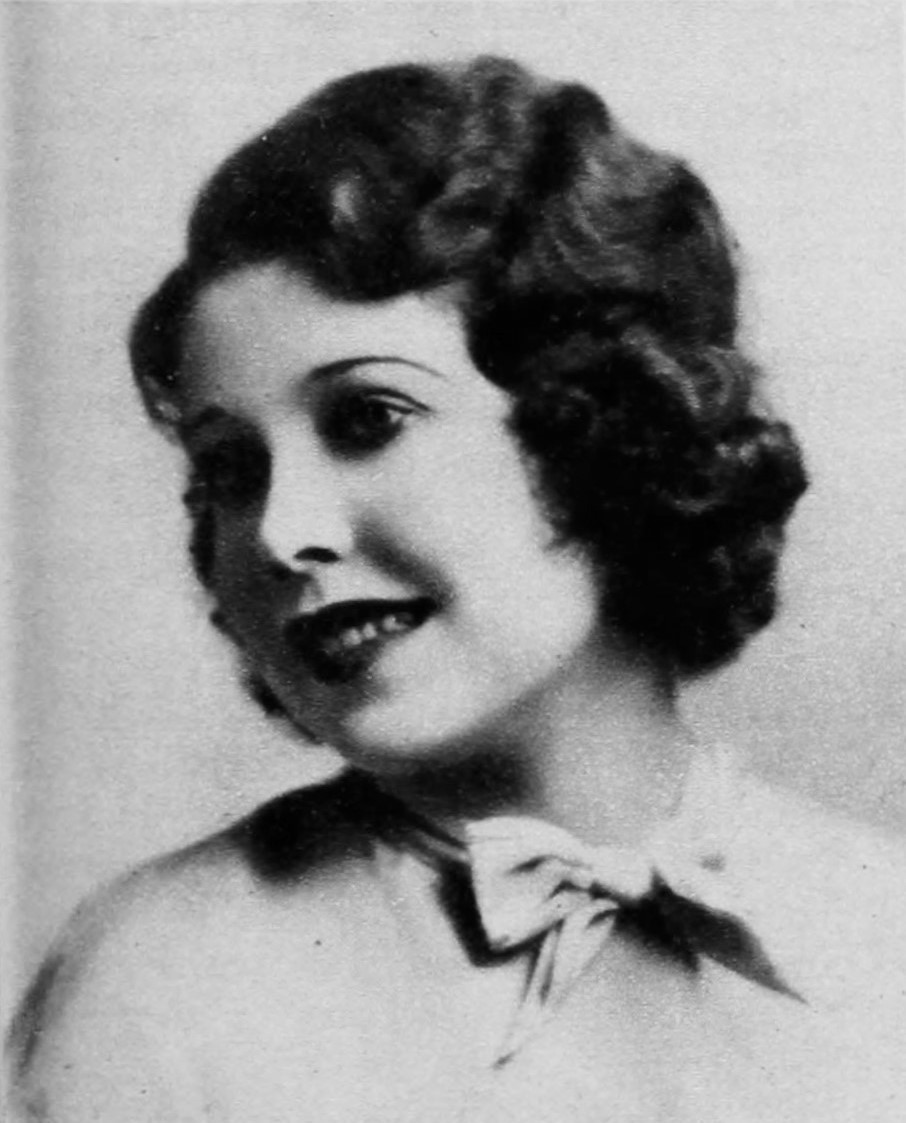
Hanshaw, c. 1933

A lo largo de su carrera discográfica, cantó con los Original Memphis Five, la orquesta de Deep River de Willard Robison, la orquesta de Sam Lanin, la orquesta de Lou Gold, el Hawaiian Trio de Frank Ferera y los Connecticut Yankees de Rudy Vallée. Algunos de los artistas cuyos solos aparecieron en sus grabaciones fueron Red Nichols, Miff Mole, Phil Napoleon, Joe Venuti, Eddie Lang, Adrian Rollini, Vic Berton, Benny Goodman, Jimmy Dorsey, Tommy Dorsey, y Jack Teagarden.
En 1929, Hanshaw comenzó a actuar en cadenas de radio. A principios de la década de 1930, cantó con la Casa Loma Orchestra de Glen Gray. De 1932 a 1934, apareció en el popular programa de radio de los jueves por la noche Maxwell House Show Boat. Su única aparición en el cine fue en el corto de Paramount de 1933 Captain Henry's Radio Show. El 6 de diciembre de 1937, Hanshaw ofreció la última actuación de su carrera en The Chevrolet Musical Moments Revue.
La forma de cantar de Hanshaw era relajada y adecuada para la música pop de finales de los años veinte y principios de los treinta, influenciada por el jazz. Combinaba la voz de una ingenua con el espíritu de una flapper. Se la conocía como The Personality Girl, y su seña de identidad era decir "That's all!" con voz alegre al final de muchos de sus discos. Hanshaw tenía una mala opinión de su voz y sufría ansiedad mientras emitía. Cuando le preguntaban por qué, respondía: "Tengo tanto miedo de fallar, de no cantar lo mejor posible. Supongamos que tengo que toser. Supongamos que no consigo el tono adecuado. Y toda esa gente escuchando." Las cantantes favoritas de Hanshaw eran Marion Harris, Sophie Tucker, y Blossom Seeley. También le gustaban sus contemporáneas Ethel Waters y Connee Boswell. Compuso dos canciones, "Sweet One" y "Till Your Happiness Comes Along." A Hanshaw no le gustaba el mundo del espectáculo. En una entrevista de 1972 con Jack Cullen dijo,

De hecho, todos [mis discos] me disgustaban mucho. Me sentí muy desgraciada cuando salieron a la venta. A menudo lloraba porque me parecían tan malos, sobre todo por mi trabajo, pero supongo que en gran medida por la grabación. [...] Me disgustaba el negocio intensamente. Lo detestaba, y me avergüenza decir que sólo lo hacía por dinero. Me encantaba cantar, ya sabes, improvisar con los músicos cuando no es importante hacerlo, pero de un modo u otro me ponía terriblemente nerviosa cuando cantaba. [...] Tienes que ser un jamón y amar la actuación, y resulta que yo soy introvertida, y simplemente no era feliz cantando, y no era feliz con mi trabajo como he dicho.

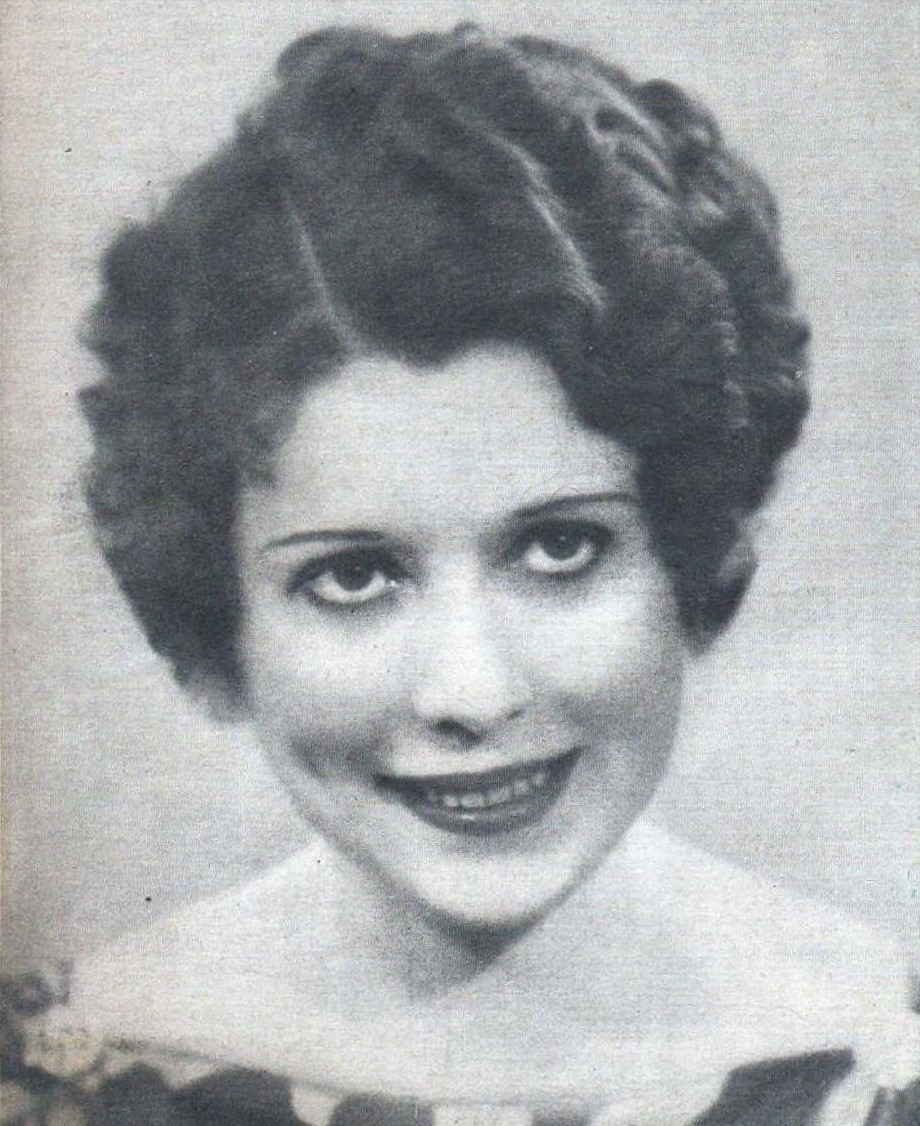
Hanshaw en 1934

Hanshaw se casó con el ejecutivo de Pathé Records Herman "Wally" Rose en 1929.

## Últimos años
En 1954, Herman "Wally" Rose murió. Annette Hanshaw se casó más tarde con Herb Kurtin.  En 1985, a los 83 años, murió de cáncer en la ciudad de Nueva York. No tuvo hijos.

## Legado
En 1999, Sensation Records publicó en CD una colección de grabaciones de Hanshaw. Otro renacimiento del interés se produjo en 2008 con el uso de la música de Hanshaw en la película de animación Sita Sings the Blues, que vuelve a contar el poema épico indio Ramayana desde la perspectiva de Sita ambientando escenas del mismo con interpretaciones de Hanshaw.
Durante muchos años se creyó que Hanshaw había nacido en 1910. The Syncopated Times indica que su fecha de nacimiento es el 18 de octubre de 1901, en Nueva York. Su sobrino, Frank W. Hanshaw III, confirmó que 1901 es el año que figura en su partida de nacimiento, ya que los dos últimos números del año fueron transpuestos, posiblemente por la propia Hanshaw para recortar años a su verdadera edad.

## Discografía consagrada
| Año  | Sencillo              | Nombre del grupo / seudónimo                         | Compañía discográfica | Posición máxima en las listas | Total semanas en la lista |
| Año  | Sencillo              | Nombre del grupo / seudónimo                         | Compañía discográfica | US                            | Total semanas en la lista |
| ---- | --------------------- | ---------------------------------------------------- | --------------------- | ----------------------------- | ------------------------- |
| 1928 | "For Old Times' Sake" | Frank Ferera's Hawaiian Trio voz por Annette Hanshaw | Harmony               | 10                            | 3                         |
| 1929 | "In A Great Big Way"  | Gay Ellis                                            | Harmony               | 19                            | 1                         |
| 1929 | "Big City Blues"      | Annette Hanshaw                                      | Columbia              | 10                            | 3                         |
| 1929 | "Am I Blue?"          | Gay Ellis                                            | Harmony               | 11                            | 2                         |
| 1930 | "Body and Soul"       | Annette Hanshaw                                      | Harmony               | 12                            | 2                         |